# Bönpall (sadel)

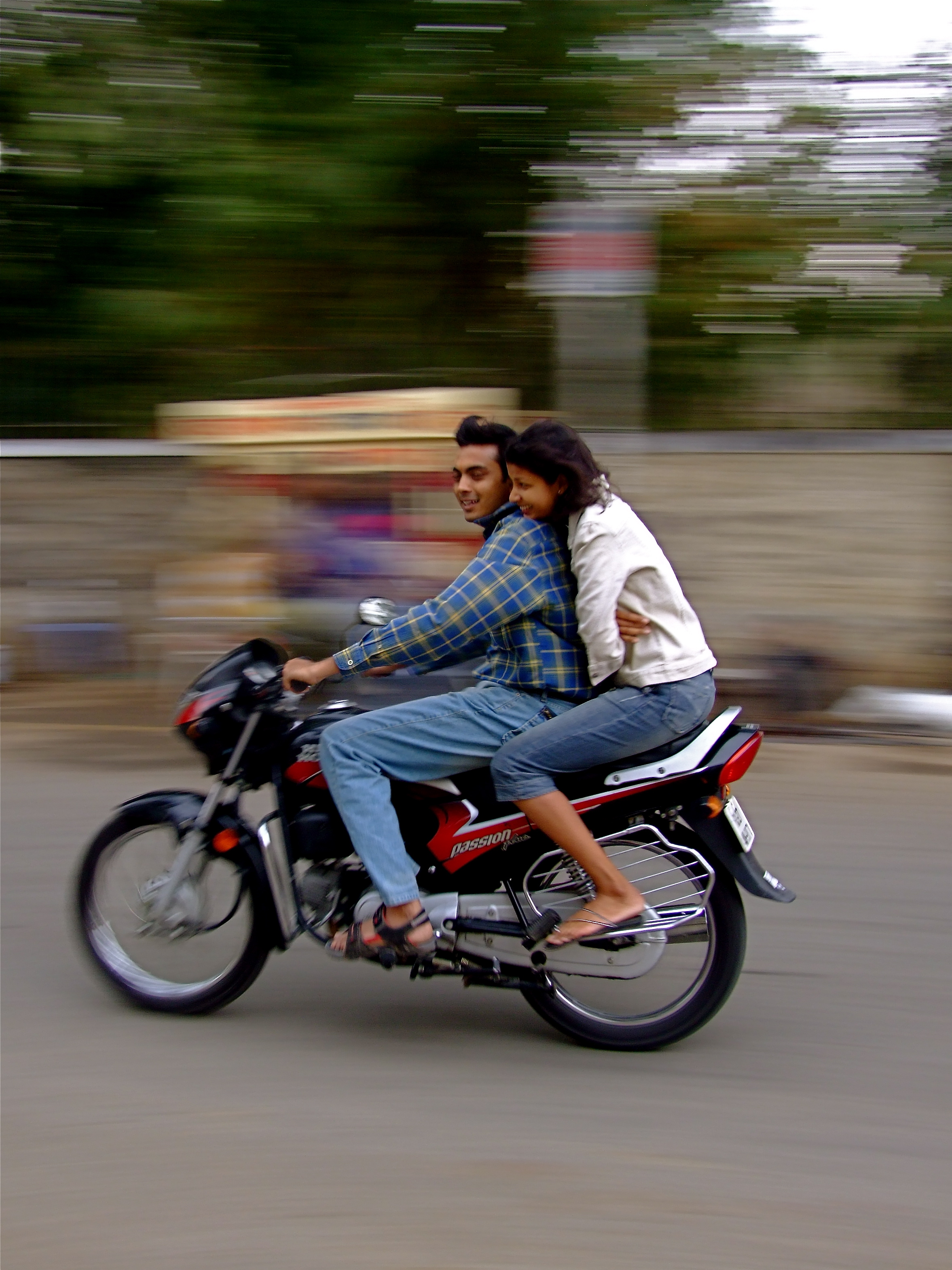

Bönpall (även "baksits" eller "damsadel") är en motorcykels passagerarsadel.
Ordet bönpall kommer efter böna som var den allmänna benämningen på tjejen, under 1950- och 60-talen, som åkte med som passagerare på motorcykeln. Ursprungligen var ordet en skämtsam användning av ordet som egentligen har betydelsen bönpall i en kyrka.
Ordet har senare även kommit att benämna motsvarande plats för en passagerare på en traktor.[källa behövs]